# Кэндзюцу
Кэндзю́цу (яп. 剣術, «искусство меча») — японское искусство владения мечом. Зародилось около 1200 лет тому назад с появлением класса воинов.
Кэндзюцу представляет собой уникальное явление — дошедшее до нас из глубины веков искусство владения японским мечом. В отличие от кэндо, боевого пути, делающего упор на воспитании духа, в кэндзюцу вместо до (пути) во главу угла ставится дзюцу (искусство). И акцент делается именно на мастерство владения оружием, в то время как воспитание характера является важной, но тем не менее сопутствующей дисциплиной.
Как правило тренировки в кэндзюцу проводятся с использованием деревянных моделей мечей (боккэнов). Наиболее распространённым видом тренировки является выполнение ката, форм, в которых зашифрованы боевые ситуации. Путём многих тысяч повторений ката владение мечом усваивалось на уровне рефлексов, что позволяло фехтовальщику сражаться, не задумываясь.
В кэндзюцу в основном работают с мечом, уже вынутым из ножен, поэтому предусматривается манера поведения, во всех отношениях жёсткая и агрессивная, угрожающая и демонстрирующая силу. Основное оружие в кэндзюцу — дайто (большой меч). При достижении определённого уровня подготовки занимающийся может также работать с коротким мечом — сёто, а также с двумя мечами, обычно длинным и коротким. Кэндзюцу можно найти в документах более чем пяти тысяч рю. Первых известных рю, развивающих кэндзюцу, было несколько — это Кагэ-рю, Касима-рю и другие. Ученики прошлых школ, преподавая кэн-дзюцу с целью заработка, создавали свои: СинКагэ-рю, Катори-рю и др. Одной из простых и выживших в сложные времена школ, благодаря простому эффективному стилю и позволению обучать всех желающих, является Тэнсин Сёдэн Катори Синто-рю, которую основал в 15 веке Иидзаса Тёисай Иэнао.

## Связь между кэндзюцу и кэндо

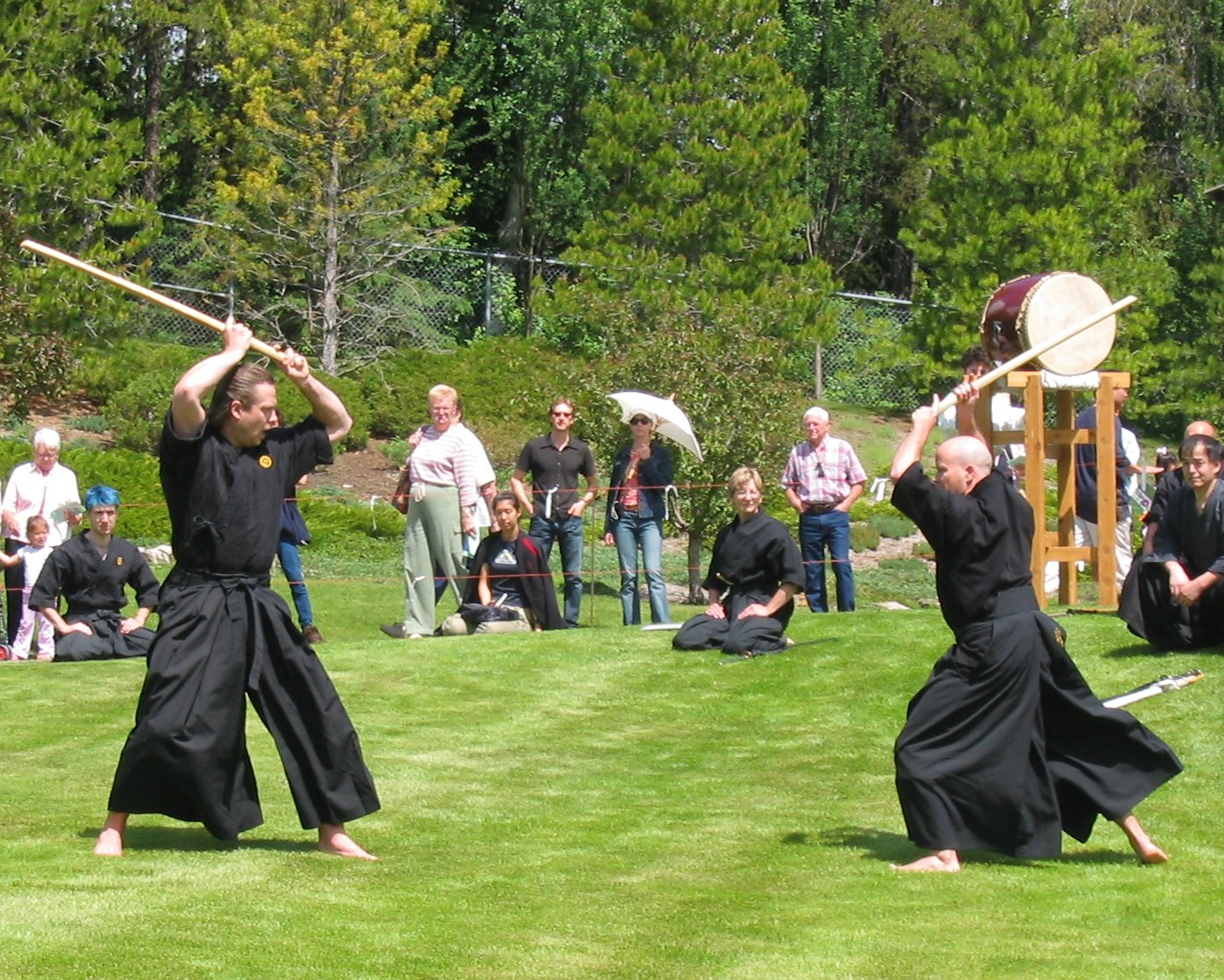
Показательный бой на боккэнах.

Кэндо было методом тренировки кэндзюцу. Древние японские воины изобрели синай, чтобы не калечиться во время тренировок. Затем очень скоро изобрели доспехи, очень похожие на те, что используются на нынешний день в кэндо.
В 1912 году были созданы кэндо ката путём интеграции многих ката (форм) из разных школ кэндзюцу. Целью этого было сохранение традиционных форм кэндзюцу в кэндо.
Таким образом, кэндо ката стали непосредственным отражением кэндзюцу в кэндо.
Кэндо и кэндзюцу сегодня имеют одинаковые цели и концепции, которые заключаются в развитии и дисциплинировании себя, чтобы стать лучше.
Кэндо ката в кэндо практикуются с боккэном (некоторые дополнительно с кодати), то есть как и в кэндзюцу.